# Isòtops del samari
El samari (Sm) natural es compon de quatre isòtops estables, el 144Sm, 150Sm, el 152Sm i el 154Sm, i tres radioisòtops de llarg període de semidesintegració, el 147Sm (1,06x1011anys), el 148Sm (7x1015 anys) i el 149Sm 2x1015 anys), sent el 152Sm el més abundant amb un 26,75% d'abundància natural). El 146Sm té també un període de semidesintegració bastant llarg (108anys), però existeix naturalment com a petites traces romanents de la nucleosíntesi de la supernova original.
El 151Sm té un període de semidesintegració de 90 anys, i el 145Sm de 340 dies. Tota la resta de radioisòtops tenen períodes de semidesintegració menors als dos dies, i la majoria menors de 48 segons. Aquest element també té cinc isòmers nuclears sent el més estable el 141mSm (t½ 22,6 minuts), 143m1Sm (t½ 66 segons) i el 139mSm (t½ 10.7 segons).
Els isòtops amb vida més llarga, el 146Sm, el 147Sm, ai el 148Sm es desintegren primàriament per emissió alfa a isòtops del neodimi. Isòtops inestables més lleugers dels samari es desintegren primàriament per captura electrònica a isòtops del prometi, mentre que els més pesants es desintegren per emissió beta a isòtops de l'europi
Els isòtops del samari s'usen en la datació samari-neodimi per a determinar la relació d'edats de les roques i els meteorits.
El samari-151 és un producte de fissió de vida mitjana i actua com a verí neutrònic en el cicle del combustible nuclear. El producte de fissió estable del Samari-149] és també un verí neutrònic.

Massa atòmica estàndard: 150.36(2) u

## Taula
| Símbol del núclid | Z(p)                | N(n)                | massa isotòpica(u)  | període de semidesintegració  | Espín nuclear | composició isotòpics representativa (fracció molar) | rang de variació natural (fracció molar) |
| Símbol del núclid | energia d'excitació | energia d'excitació | energia d'excitació | període de semidesintegració  | Espín nuclear | composició isotòpics representativa (fracció molar) | rang de variació natural (fracció molar) |
| ----------------- | ------------------- | ------------------- | ------------------- | ----------------------------- | ------------- | --------------------------------------------------- | ---------------------------------------- |
| 128Sm             | 62                  | 66                  | 127.95808(54)#      | 0.5# s                        | 0+            |                                                     |                                          |
| 129Sm             | 62                  | 67                  | 128.95464(54)#      | 550(100) ms                   | 5/2+#         |                                                     |                                          |
| 130Sm             | 62                  | 68                  | 129.94892(43)#      | 1# s                          | 0+            |                                                     |                                          |
| 131Sm             | 62                  | 69                  | 130.94611(32)#      | 1.2(2) s                      | 5/2+#         |                                                     |                                          |
| 132Sm             | 62                  | 70                  | 131.94069(32)#      | 4.0(3) s                      | 0+            |                                                     |                                          |
| 133Sm             | 62                  | 71                  | 132.93867(21)#      | 2.90(17) s                    | (5/2+)        |                                                     |                                          |
| 134Sm             | 62                  | 72                  | 133.93397(21)#      | 10(1) s                       | 0+            |                                                     |                                          |
| 135Sm             | 62                  | 73                  | 134.93252(17)       | 10.3(5) s                     | (7/2+)        |                                                     |                                          |
| 135mSm            | 0(300)# keV         | 0(300)# keV         | 0(300)# keV         | 2.4(9) s                      | (3/2+,5/2+)   |                                                     |                                          |
| 136Sm             | 62                  | 74                  | 135.928276(13)      | 47(2) s                       | 0+            |                                                     |                                          |
| 136mSm            | 2264.7(11) keV      | 2264.7(11) keV      | 2264.7(11) keV      | 15(1) µs                      | (8-)          |                                                     |                                          |
| 137Sm             | 62                  | 75                  | 136.92697(5)        | 45(1) s                       | (9/2-)        |                                                     |                                          |
| 137mSm            | 180(50)# keV        | 180(50)# keV        | 180(50)# keV        | 20# s                         | 1/2+#         |                                                     |                                          |
| 138Sm             | 62                  | 76                  | 137.923244(13)      | 3.1(2) min                    | 0+            |                                                     |                                          |
| 139Sm             | 62                  | 77                  | 138.922297(12)      | 2.57(10) min                  | 1/2+          |                                                     |                                          |
| 139mSm            | 457.40(22) keV      | 457.40(22) keV      | 457.40(22) keV      | 10.7(6) s                     | 11/2-         |                                                     |                                          |
| 140Sm             | 62                  | 78                  | 139.918995(13)      | 14.82(12) min                 | 0+            |                                                     |                                          |
| 141Sm             | 62                  | 79                  | 140.918476(9)       | 10.2(2) min                   | 1/2+          |                                                     |                                          |
| 141mSm            | 176.0(3) keV        | 176.0(3) keV        | 176.0(3) keV        | 22.6(2) min                   | 11/2-         |                                                     |                                          |
| 142Sm             | 62                  | 80                  | 141.915198(6)       | 72.49(5) min                  | 0+            |                                                     |                                          |
| 143Sm             | 62                  | 81                  | 142.914628(4)       | 8.75(8) min                   | 3/2+          |                                                     |                                          |
| 143m1Sm           | 753.99(16) keV      | 753.99(16) keV      | 753.99(16) keV      | 66(2) s                       | 11/2-         |                                                     |                                          |
| 143m2Sm           | 2793.8(13) keV      | 2793.8(13) keV      | 2793.8(13) keV      | 30(3) ms                      | 23/2(-)       |                                                     |                                          |
| 144Sm             | 62                  | 82                  | 143.911999(3)       | ESTABLE                       | 0+            | 0.0307(7)                                           |                                          |
| 144mSm            | 2323.60(8) keV      | 2323.60(8) keV      | 2323.60(8) keV      | 880(25) ns                    | 6+            |                                                     |                                          |
| 145Sm             | 62                  | 83                  | 144.913410(3)       | 340(3) d                      | 7/2-          |                                                     |                                          |
| 145mSm            | 8786.2(7) keV       | 8786.2(7) keV       | 8786.2(7) keV       | 990(170) ns [0.96(+19-15) µs] | (49/2+)       |                                                     |                                          |
| 146Sm             | 62                  | 84                  | 145.913041(4)       | 1.03(5)E+8 a                  | 0+            |                                                     |                                          |
| 147Sm             | 62                  | 85                  | 146.9148979(26)     | 1.06(2)E+11 a                 | 7/2-          | 0.1499(18)                                          |                                          |
| 148Sm             | 62                  | 86                  | 147.9148227(26)     | 7(3)E+15 a                    | 0+            | 0.1124(10)                                          |                                          |
| 149Sm             | 62                  | 87                  | 148.9171847(26)     | ESTABLE [>2E+15 a]            | 7/2-          | 0.1382(7)                                           |                                          |
| 150Sm             | 62                  | 88                  | 149.9172755(26)     | ESTABLE                       | 0+            | 0.0738(1)                                           |                                          |
| 151Sm             | 62                  | 89                  | 150.9199324(26)     | 90(8) a                       | 5/2-          |                                                     |                                          |
| 151mSm            | 261.13(4) keV       | 261.13(4) keV       | 261.13(4) keV       | 1.4(1) µs                     | (11/2)-       |                                                     |                                          |
| 152Sm             | 62                  | 90                  | 151.9197324(27)     | ESTABLE                       | 0+            | 0.2675(16)                                          |                                          |
| 153Sm             | 62                  | 91                  | 152.9220974(27)     | 46.284(4) h                   | 3/2+          |                                                     |                                          |
| 153mSm            | 98.37(10) keV       | 98.37(10) keV       | 98.37(10) keV       | 10.6(3) ms                    | 11/2-         |                                                     |                                          |
| 154Sm             | 62                  | 92                  | 153.9222093(27)     | ESTABLE (TDB) [>2.3E+18 a]    | 0+            | 0.2275(29)                                          |                                          |
| 155Sm             | 62                  | 93                  | 154.9246402(28)     | 22.3(2) min                   | 3/2-          |                                                     |                                          |
| 156Sm             | 62                  | 94                  | 155.925528(10)      | 9.4(2) h                      | 0+            |                                                     |                                          |
| 156mSm            | 1397.55(9) keV      | 1397.55(9) keV      | 1397.55(9) keV      | 185(7) ns                     | 5-            |                                                     |                                          |
| 157Sm             | 62                  | 95                  | 156.92836(5)        | 8.03(7) min                   | (3/2-)        |                                                     |                                          |
| 158Sm             | 62                  | 96                  | 157.92999(8)        | 5.30(3) min                   | 0+            |                                                     |                                          |
| 159Sm             | 62                  | 97                  | 158.93321(11)       | 11.37(15) s                   | 5/2-          |                                                     |                                          |
| 160Sm             | 62                  | 98                  | 159.93514(21)#      | 9.6(3) s                      | 0+            |                                                     |                                          |
| 161Sm             | 62                  | 99                  | 160.93883(32)#      | 4.8(8) s                      | 7/2+#         |                                                     |                                          |
| 162Sm             | 62                  | 100                 | 161.94122(54)#      | 2.4(5) s                      | 0+            |                                                     |                                          |
| 163Sm             | 62                  | 101                 | 162.94536(75)#      | 1# s                          | 1/2-#         |                                                     |                                          |
| 164Sm             | 62                  | 102                 | 163.94828(86)#      | 500# ms                       | 0+            |                                                     |                                          |
| 165Sm             | 62                  | 103                 | 164.95298(97)#      | 200# ms                       | 5/2-#         |                                                     |                                          |